# Nilda Arrieta
Nilda Arrieta fue una actriz de cine y teatro argentina. Hija del primer actor Santiago Arrieta.

## Carrera
Nilda Arrieta fue una joven actriz secundaria de varias obras teatrales que tuvo su auge actoral en la década de 1940. Hija del lujosos actores uruguayos Santiago Arrieta e Isabel Figlioli, tuvo desde muy chica una inspiración hacia esa profesión en el ámbito teatral.
En teatro integró la obra Ollantey de 1939 interpretada por un gran elenco en la que se encontraban Miguel Faust Rocha, Luisa Vehil, Pablo Acciardi, Iris Marga, Gloria Ferrandiz y Santiago Gómez Cou.
En cine incursinó en única aparición filmográfica, Con los mismos colores, de 1949 con dirección de Carlos Torres Ríos y encabezada por Nelly Darén.

## Filmografía
1949: Con los mismos colores.

## Teatro
- 1936: Presencia.
- 1939: Ollantey.